# Reckertshausen (Wüstung)
Reckertshausen ist ein untergegangenes Dorf auf dem Gebiet der heutigen Stadt Bad Berleburg im Kreis Siegen-Wittgenstein in Nordrhein-Westfalen. Reckertshausen gehörte zum Kirchspiel Girkhausen.

## Lage
Der Ort lag zwei Kilometer nördlich von Girkhausen im Ausgang des Hesselbachtales. Die Siedlungsstelle existiert noch unter dem Flurnamen Seibels Kirchhof.

## Geschichte
Wann das Dorf entstand und wann es zur Wüstung wurde, kann nicht genau gesagt werden. Im Jahr 1354 verloren die Ritter von Girkhausen alle ihre Besitzrechte an die Grafen von Wittgenstein. Dieser Ausverkauf Girkhäuser Besitzes könnte eine Ursache für die Aufgabe des Dorfes sein. Ebenso könnte die Pestepidemie von 1568 Schuld am Untergang der Siedlungsstelle sein.
Reckertshausen besaß eine eigene Kapelle und einen Friedhof.